# Кампопијано (Ђенова)
Кампопијано је насеље у Италији у округу Ђенова, региону Лигурија.
Према процени из 2011. у насељу је живело 97 становника. Насеље се налази на надморској висини од 356 м.